# Internationaal filmfestival van San Francisco

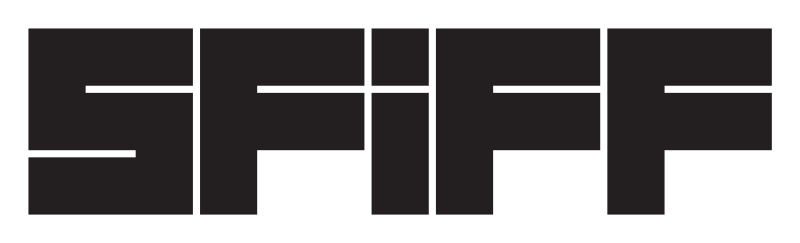
Logo

Het internationaal filmfestival van San Francisco (San Francisco International Film Festival) is een filmfestival dat sinds 1957 elk jaar wordt gehouden in de Amerikaanse stad San Francisco. Het is het oudste filmfestival van Amerika dat nooit een jaar is overgeslagen. 

## Achtergrond
Het festival speelde een grote rol bij het introduceren van buitenlandse films bij het Amerikaanse publiek. Akira Kurosawa's Throne of Blood en Satyajit Ray's Pather Panchali werden op het eerste festival vertoond. Het eerste festival werd geopend op 4 december 1957, en vond plaats in het Metro Theater op Union Street.
Het festival duurt 15 dagen. Vandaag de dag worden er op het festival bijna 200 films uit meer dan 50 landen getoond.

## Prijzen
Op het festival worden de Golden Gate Awards uitgereikt voor documentaires, korte films, animatie, experimentele films en televisiefilms. Tevens reikt een jury geldprijzen tot 5000 dollar uit in 14 categorieën. Eerste films van beginnende filmmakers komen in aanmerking voor de SKYY Prize. Deze is in 1997 opgericht en bestaat uit een geldbedrag van 10.000 dollar. Nederlandse filmmaker Louis van Gasteren won in 1961 in de categorie Best Creative-Experimental Short een Golden Gate Award voor zijn korte experimentele film Het huis en regisseur Willem Baptist won in 2012 een Golden Gate Award in de categorie Best Documentary Short voor zijn film Ik ben echt niet bang! Heddy Honigmann won een 'Certificate of Merit' voor de documentaire O Amor Natural. 

### Overzicht van uitgereikte prijzen
Deze lijst is niet compleet
| jaar | film                         | categorie            | genomineerde(n)       | uitslag |
| ---- | ---------------------------- | -------------------- | --------------------- | ------- |
| 1997 | Escape from Tibet            | Certificate of Merit | Nick Gray             | winnaar |
| 1998 | Die Salzmänner von Tibet     | Golden Spire         | Ulrike Koch           | winnaar |
| 1998 | In het huis van mijn vader   | Golden Spire         | Fatima Jebli Ouazzani | winnaar |
| 2005 | The Real Dirt on Farmer John | Publieksprijs        | Taggart Siegel        | winnaar |